# قطاع ثانوي
القطاع الثانوي في الاقتصاد من بين القطاعات الاقتصادية في المحاسبة الوطنية ويشمل الأنشطة المتصلة بتحويل المواد الخام الناجمة عن القطاع الأولي (التصنيع والبناء).
هذا القطاع، حتى لو كان يمثل حصة صغيرة نسبيا من الناتج المحلي الإجمالي للدول المتقدمة (على سبيل المثال 20.6 ٪ في فرنسا في عام 2006) إلا أنه يعتبر استراتيجي فهو يوفر فرص عمل في مجال الهندسة وأعمال البحث والتطوير للقطاع الثالث.
- الصناعات الغذائية
- صناعة السيارات
- الملاحة الفضائية
- البناء والأشغال العمومية
- بناء السفن
- إنشاءات ميكانيكية
- صناعة كيميائية
- صناعة الدواء
- صناعة الفضاء
- إلكترونيات
- كهرومنزلي
- صناعة الطاقة (محطة طاقة كهربائية، غاز ...إلخ)
- صناعة النسيج
- صناعة الورق
- صناعة الخشب
- صناعة تقليدية
- أخرى

يشمل القطاع الثانوي للاقتصاد الصناعات التي تنتج منتجًا نهائيًا صالحًا للاستخدام أو تشارك في البناء. يأخذ هذا القطاع عمومًا مخرجات القطاع الأساسي ويقوم بتصنيع السلع التامة الصنع أو حيثما تكون مناسبة للاستخدام من قبل الشركات الأخرى أو للتصدير أو البيع للمستهلكين المحليين. غالبًا ما يتم تقسيم هذا القطاع إلى الصناعات الخفيفة والصناعات الثقيلة. تستهلك العديد من هذه الصناعات كميات كبيرة من الطاقة وتتطلب من المصانع والآلات تحويل المواد الخام إلى سلع ومنتجات. كما أنها تنتج مواد النفايات وحرارة النفايات التي قد تسبب مشاكل بيئية أو تسبب التلوث. يدعم القطاع الثانوي كلاً من القطاعين الأساسي والثالث. يتناقض بعض الاقتصاديين مع القطاعات المنتجة للثروات في اقتصاد مثل التصنيع مع قطاع الخدمات الذي يميل إلى أن يكون مستهلكًا للثروة. [1] قد تشمل أمثلة الخدمة البيع بالتجزئة والتأمين والحكومة. يزعم هؤلاء الاقتصاديون أن الاقتصاد يبدأ في التراجع مع تقلص قطاع إنتاج الثروة. [2] التصنيع نشاط مهم لتعزيز النمو الاقتصادي والتنمية. تميل الدول التي تصدر منتجات مصنّعة إلى تحقيق نمو أعلى في إجمالي الناتج المحلي الهامشي الذي يدعم زيادة الدخل وإيرادات الضرائب الهامشية اللازمة لتمويل مبادرات نوعية الحياة مثل الرعاية الصحية والبنية التحتية في الاقتصاد. الحقل هو مصدر مهم لفرص العمل الهندسية. من بين البلدان المتقدمة، يعد مصدرًا مهمًا للوظائف ذات الأجر الجيد للطبقة المتوسطة هو تسهيل حركة اجتماعية أكبر للأجيال المتعاقبة في الاقتصاد
| Economy | البلدان حسب الناتج الصناعي (من حيث تعادل القوة الشرائية) عند مستوى الذروة اعتبارًا من 2018 (بمليارات الدولارات USD ) |
| --- | --- |
| (01) الصين | 9,999 |
| (—) الاتحاد الأوروبي | 5,442 |
| (02) الولايات المتحدة | 3,877 |
| (03) الهند | 2,392 |
| (04) اليابان | 1,673 |
| (05) إندونيسيا | 1,409 |
| (06) روسيا | 1,354 |
| (07) ألمانيا | 1,318 |
| (08) كوريا الجنوبية | 841 |
| (09) السعودية | 821 |
| (10) المكسيك | 814 |
| (11) تركيا | 736 |
| (12) البرازيل | 708 |
| (13) فرنسا | 597 |
| (14) إيران | 593 |
| (15) المملكة المتحدة | 576 |
| (16) إيطاليا | 576 |
| (17) كندا | 521 |
| (18) بولندا | 483 |
| (19) تايلاند | 479 |
| (20) تايوان | 450 |
| أكبر 20 دولة من حيث الناتج الصناعي (من حيث تعادل القوة الشرائية) في ذروة المستوى اعتبارًا من 2018 ، وفقًا لـ IMF وكتاب حقائق العالم CIA. | |